# Packie Bonner
Patrick Joseph Gary Bonner (Cloughglass, 24 de maio de 1960) é um ex-futebolista irlandês que atuava como goleiro.
Nascido em parte do Ulster que permaneceu em território da República da Irlanda, também era conhecido como Pat Bonner, tendo provavelmente adotado também o apelido Packie para diferenciar-se de Pat Jennings, também goleiro e astro da vizinha Irlanda do Norte.

## Carreira
Bonner deu os primeiros passos no futebol aos 15 anos, no Keadue Rovers, clube amador que atua na Liga Sênior Irlandesa.
Após jogar nas divisões de base do Leicester City entre 1975 e 1978, assinou com o Celtic quando tinha 18 anos, sendo a última contratação supervisionada pelo mítico Jock Stein no clube de Glasgow. Nos Bhoys, jogaria por 17 anos, em um total de 642 jogos, 483 deles na Liga Escocesa, que venceria quatro vezes. Venceu também a Copa da Escócia por 3 vezes.
Chegou a ser considerado fora dos planos para 1994–95, porém foi mantido após a saída de Lou Macari do comando técnico do Celtic e sua substituição por Tommy Burns. Sem espaço nas 2 últimas temporadas como jogador dos Bhoys, o goleiro integraria os elencos de Kilmarnock e Reading, mas não disputou nenhum jogo oficial por ambos e encerrou sua carreira em 1999, aos 39 anos.

## Seleção

### Eurocopa de 1988
Packie Bonner defendia a Irlanda desde 1981, sendo um dos mais veteranos dos elencos que classificaram-se para os três primeiros torneios disputados pela Seleção Irlandesa: a Eurocopa de 1988 e as Copas de 1990 e a 1994. Bonner foi o goleiro titular nas três competições. Na Euro 1988, venceram a Inglaterra, empataram com a União Soviética, mas acabaram sendo eliminads pela futura campeã Holanda. Mesmo com a eliminação, os verdes foram recebidos com festa no país.

### Copa de 1990: heroi irlandês contra os romenos
No mundial de 1990 - em que a Irlanda conseguiu a façanha de se classificar sem nenhuma vitória e tendo marcado apenas dois gols -, virou herói nacional ao defender a cobrança de pênalti do romeno Daniel Timofte nas oitavas-de-final, classificando seu país para as quartas-de-final (onde seriam eliminados pela Itália, gol de Salvatore Schillaci), logo em sua primeira Copa.

### Copa de 1994: vilão contra os holandeses
Já na Copa de 1994, Bonner, após se classificar com seus companheiros de time novamente para as oitavas-de-final do torneio (vitória sobre a Itália - gol marcado por Ray Houghton -, derrota para o México e empate com a Noruega), teve a oportunidade de se vingar da derrota na Euro 1988 para os holandeses. Entretanto, o experiente goleiro virou vilão ao cometer uma das falhas mais bizarras de um goleiro em Copas ("frango", em expressão brasileira), ao espalmar para as próprias redes um chute defensável do holandês Wim Jonk. Foi o golpe fatal na carreira de Bonner na seleção, que não se classificou para a Eurocopa de 1996. Ele se despediu dos verdes nesse mesmo ano.

## Pós-aposentadoria
Após um tempo afastado da mídia, Bonner foi nomeado diretor técnico e treinador de goleiros pela Associação de Futebol da Irlanda. Também exerce a função de comentarista no canal irlandês TV3.

## Links
Packie Bonner em National-Football-Teams.com